# Sammy Stewart
Sammy Stewart (Circleville, 1890?/1894? - New York, 5 augustus 1960) was een Amerikaanse jazzpianist en orkestleider.

## Biografie
Sammy Stewart groeide op in de Mount Vernon Avenue van Columbus en bezocht daar de Garfield School en de Columbus East High School. Zijn carrière begon in de band The Popular Players van de violist Charlie Parker, die optraden in de hotels in de regio, waaronder in Toledo. In 1921 formeerde hij het orkest Sammy Stewart and His Singing Syncopators, dat een verbintenis kreeg in de club Secore, voordat hij speelde in de exclusieve club Ritz in Detroit. Zijn society-orkest kreeg ook bekendheid in Chicago en New York. Stewart trad met zijn band overwegend op in hotels, balzalen, podiumshows, clubs en filmtheaters. Het orkest was minder voor hotjazz dan voor zijn sweet- en semiklassieke stijl populair, waarmee ook Paul Whiteman succesvol was.
Onder zijn eigen naam speelde Stewart in 1924 voor Paramount Records (Sammy Stewart’s Ten Knights of Syncopation) meerdere nummers in (Manda, My Man Rocks Me). Verdere opnamen ontstonden in 1928 voor Vocalion Records. Hij was van 1924 tot 1928 betrokken bij zes opnamesessies. In zijn orkest speelde onder andere Horace Henderson (1928), Chu Berry (1929), Jabbo Smith, Earl Hines, Sid Catlett (1930) en Ikey Robinson. In 1933 ontbond hij het orkest na een laatste verbintenis in de Quoge Inn in Quoge. Stewart werkte in de volgende jaren als solist in clubs in de regio New York, voordat hij zich in 1950 terugtrok en werkte als pianoleraar.